# Cornwells Heights-Eddington
Cornwells Heights-Eddington is een plaats (census-designated place) in de Amerikaanse staat Pennsylvania en valt bestuurlijk gezien onder Bucks County.

## Demografie
Bij de volkstelling in 2000 werd het aantal inwoners vastgesteld op 3406.

## Geografie
Volgens het United States Census Bureau beslaat de plaats een oppervlakte van
2,6 km², geheel bestaande uit land.

## Plaatsen in de nabije omgeving
De onderstaande figuur toont nabijgelegen plaatsen in een straal van 8 km rond Cornwells Heights-Eddington.